# Paul Gorgulov
Paul Gorgulov (nacido Pável Timoféyevich Gorgulov, Labínskaya, 29 de junio de 1895-París, 14 de septiembre de 1932) fue el asesino del presidente francés Paul Doumer. Era un doctor en medicina de nacionalidad rusa.

## Biografía
Nació en una familia de campesinos ricos de Labínskaya el 29 de junio de 1895. Estudió medicina, siendo movilizado tras el estallido de la Primera Guerra Mundial, durante la que fue gravemente herido en la cabeza. Durante la guerra civil rusa luchó en el bando de las tropas blancas, pasando tras el fin del conflicto a Polonia, donde conoce a Borís Sávinkov, un revolucionario antibolchevique. Se traslada a Praga, en Checoslovaquia, donde finaliza sus estudios de medicina y publica sus primeros poemas. Le fue prohibido ejercer tras practicar abortos ilegales y violaciones de menores. 
Viajó a París, donde conoce a su tercera esposa, de origen suizo. Vive en Niza donde se le expulsa del país por ejercicio ilegal de la medicina. Obtiene un certificado de identidad en Mónaco (donde reside hasta el 4 de mayo de 1932) con validez hasta agosto. El 6 de mayo de ese año, hacia las 3 de la tarde, de viaje en París, asesina de tres disparos de pistola Browning M1910 de 9 mm Court al Presidente de la República Francesa Paul Doumer, que honraba con su presencia a la Asociación de escritores combatientes en el hotel Salomon de Rothschild de la calle Berryer de París. Arrestado tras oponer una fuerte resistencia, se libra por poco de ser linchado allí mismo.
Declara haber asesinado a Doumer para vengarse de Francia por no haber intervenido contra los bolcheviques. Se le hallaron recortes de periódico sobre los últimos libros así como los desplazamientos del presidente, un mapa de París, y un libro en el que estaba escrito: "Memorias de Paul Gorgulov: dictador verde del partido nacional panruso que ha matado al presidente de la república". Estaba demente, siendo descrito el episodio como un reflejo de una paranoia doblada de locura política.
Se abre el proceso ante la cour d'assises del Sena el 25 de julio de ese mismo año. Rechazándose la demencia, se le condena a muerte. El tribunal de casación desestimó el recurso de Gorgulov el 20 de agosto. Fue guillotinado el 14 de septiembre por el verdugo Anatole Deibler en la prisión de La Santé, pese a las protestas de la Liga de los de los derechos del hombre.
Fue autor de un ensayo sobre la Rusia nacional campesina.